# 9º Gruppo caccia
Il 9º Gruppo caccia è un reparto dell'Aeronautica Militare italiana attivo sin dalla prima guerra mondiale ed equipaggiato con aerei da caccia.

## Storia

### Le origini
Il IX Gruppo nasce il 10 aprile del 1917 con le squadriglie 37ª Squadriglia, 72ª Squadriglia caccia, 73ª Squadriglia, 74ª Squadriglia, 75ª Squadriglia caccia (Nieuport da difesa), già appartenenti al III Gruppo (poi 3º Gruppo caccia terrestre) ed in aggiunta la 112ª Squadriglia (SAML 6 Ricognizione) di nuova formazione.
Di stanza al Campo di aviazione di Villaverla, alle dipendenze della 1ª Armata del Regio Esercito, ne era comandante il maggiore Giorgio Chiaperotti in maggio cede la 72^ ricevendo la 71ª Squadriglia caccia e una Sezione SPAD di Verona.
A luglio cede la 112^ ed il 28 luglio passa al comando del Magg. Carlo Melegari, il 20 agosto cede la 37^ ed il 24 ottobre la 75^ ricevendo la 31ª Squadriglia, la 61ª Squadriglia Savoia-Pomilio SP.4 e 2 sezioni della 134ª Squadriglia Pomilio.
Al 20 novembre 1917, sempre di base a Villaverla ha in organico la 61ª, la 71ª Squadriglia e la 1ª sezione della 134ª a Castenedolo (poi Aeroporto di Brescia-Montichiari) e la 31ª di Castelgomberto ed il 24 novembre torna il Magg. Chiaperotti. 
Il 10 dicembre riceve la 37^, la 120ª Squadriglia di Castenedolo e la 135ª Squadriglia (che si forma dalla Sezione della 134ª) cedendo la 31^, 61 e 71^.
Nel febbraio del 1918 cede la 135^ ricevendo la 62ª Squadriglia e la 113ª Squadriglia.
Dal marzo del 1918 il Gruppo ha la 37ª, la 62ª, la 72ª, la 120ª Squadriglia, una Sezione Farman di Difesa a Castenedolo e la 113ª Squadriglia (Ricognizione su SAML S2) a Medole e dal 26 marzo cede la 62^ ricevendo la 112^, la II^ sezione della 83ª Squadriglia e la 2ª Sezione SVA.
A primavera arrivano la 136ª Squadriglia Pomilio e la 74^ Caccia.
Passa alla 1ª Armata (Regio Esercito) e riceve a fine maggio la 6ª Sezione SVA e cede la 113ª al XX Gruppo (poi 20º Gruppo).
Nel quadro della riorganizzazione dei reparti della 7ª Armata a luglio il Gruppo diventa reparto per la Ricognizione strategica, con al 112ª, la 120ª e la 6ª sezione SVA.
Al termine della prima guerra mondiale, con altre squadriglie nel suo organico, continuò la sua attività a dicembre all'Aeroporto di Udine-Campoformido comandata dal Capitano Cesare Paldaoff per poi essere sciolto il 6 febbraio del 1919 e passa in posizione quadro.

### La ricostituzione
Il gruppo venne ricostituito dalla Regia Aeronautica il 1º giugno 1928 in seno al 1º Stormo, composto su due nuove squadriglie la 96ª e la 97ª, di nuova formazione, e la 73ª posta in precedenza in posizione quadro.
Il materiale di volo di allora era costituito da Fiat C.R.1.
Nei primi mesi del 1930 si completò il passaggio sui Fiat C.R.20 ed entro la fine dell'anno avvenne il trasferimento a Campoformido (Udine), lasciando così la sede dell'Aeroporto di Aviano (Pordenone).

Il 1º giugno del 1931 entrò a far parte insieme al confratello 10º Gruppo del neo costituendo 4º Stormo: reparto ufficializzato il 2 ottobre dello stesso anno e seguito dal trasferimento sull'Aeroporto di Gorizia e l'arrivo anche dei primi C.R.20 Asso, la versione del caccia Fiat equipaggiata con motore Isotta Fraschini Asso Caccia.

Distintivo della 97ª Squadriglia della Regia Aeronautica in uso dal 1940 a tutto il 1941 (Gamba di ferro)

Gli anni trenta furono memorabili, conosciuti come gli anni belli di Gorizia, grazie all'affermazione per bravura e capacità sia in campo nazionale che estero degli uomini del Gruppo.
Molti uomini del 9º Gruppo parteciparono alle operazioni in Africa Orientale del 1935/1936 e, mentre ancora era viva l'epopea di "faccetta nera", il personale del Gruppo fu chiamato ad operare in Spagna, affiancandosi agli uomini del generale Franco, impegnandosi a fondo e sfruttando al massimo gli aeroplani.
Non mancarono comunque in questo periodo anche le manifestazioni internazionali (1936-1938), a cui prese parte la pattuglia acrobatica, composta sia dai piloti del 9° che dai piloti del 10º Gruppo, la quale era equipaggiata con un caccia che rappresenta una tappa importante nell'aeronautica militare italiana, il Fiat C.R.32. L'araldica vedeva in quel periodo fregiarsi gli aeroplani del Cavallino Rampante bianco in campo nero: sarà così per molti anni a venire.
Dal 1937 era al comando del Maggiore Aldo Remondino.
Il 7 ottobre 1939 il Maggiore Armando François sostituì il capitano Mario Bonzano al comando del Gruppo ed il 1 novembre lasciò il comando del gruppo al maggiore Ernesto Botto. 
La fine del 1939 portò con sé l'arrivo del nuovo Fiat C.R.42, aeroplano ancora dalla formula biplana, ma dalle doti molto manovriere.

### La II guerra mondiale
Con l'entrata in guerra dell'Italia il 10 giugno del 1940, il Gruppo del Mag. Ernesto Botto con la 73ª (5 CR 42), 96^ (5 CR 42) e 97ª Squadriglia (4 CR 42) si spostò dal 20 giugno sul fronte occidentale a difesa di Torino e dal 29 giugno all'Aeroporto di Gorizia, volando quindi all'Aeroporto di Comiso, in Sicilia, per operare su Malta. A dicembre il reparto fu il primo a ricevere i nuovi monoplani Macchi M.C.200, ma i piloti preferirono i C.R.42 e cedettero i monoplani al 1º Stormo.

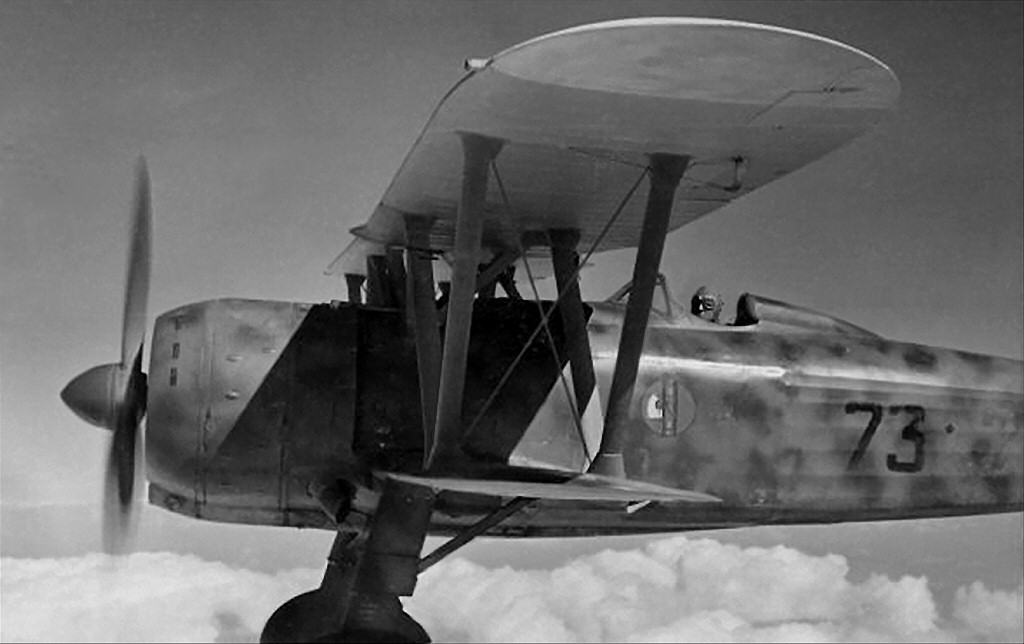
Libia, Africa Settentrionale Italiana, 1940: il Fiat C.R.42 appartenente alla 73ª Squadriglia, inquadrata nel 4º Stormo, pilotato da Ernesto Botto, soprannominato "Gamba di Ferro"

La necessità di rinforzare il fronte in Africa Settentrionale Italiana portò il trasferimento del reparto dal 13 luglio all'Aeroporto di Berca e dal 5 agosto ad el-Adem T3 (poi Base aerea Gamal Abd el-Nasser). Il fronte libico si presentò molto difficile sia per le condizioni ambientali che per quelle dei mezzi aerei: la Royal Air Force infatti nel giro di pochi mesi mise in campo velivoli decisamente più prestanti e competitivi. Solo la destrezza e l'acrobazia eseguita durante gli addestramenti fecero sì da salvare molti piloti dal fuoco nemico.

Il 9º Gruppo una volta rimpatriato agli inizi del 1941 venne riequipaggiato con i Macchi M.C.200. Terminata nell'aprile 1941 l'esigenza delle operazioni legate all'Invasione della Jugoslavia con 23 MC 200 da Gorizia il reparto, ricevette a partire dal luglio del 1941 i nuovissimi Macchi M.C.202. con motore in linea più potente in confronto a quello dei vecchi aerei, quindi venne nuovamente dislocato il 25 novembre, con la 96ª e la 97ª Squadriglia, in Africa, all'Aeroporto di Martuba per testare il comportamento degli aerei privi di filtri antisabbia, mentre la 73ª rimaneva a Comiso per la ricognizione fotografica. Alcune vittorie si susseguirono nel carniere del reparto, sempre impegnato in prima linea.
Terminato il ciclo d'operazioni il Nono si ritrovò nell'aprile del 1942 sulla base di Campoformido riarmato con dei nuovi M.C.202 dotati di filtri antisabbia, quindi nuovi impegni operativi fecero spostare l'intero Gruppo prima in Sicilia e poi ancora in Africa settentrionale fino ad arrivare sulla base avanzata di Fuka (Aeroporto militare di Sidi Haneish): è il periodo tragico, ma eroico di El Alamein.
I suoi MC 202 partecipano all'offensiva dell'Asse del 26 maggio 1942 quando prima dell'alba, 9 Fiat C.R.42 eseguono un attacco contro l'Aeroporto militare di Gambut che viene subito dopo colpito da 59 MC 202: risultano colpiti 24 caccia avversari in fase di decollo.
Durante questo periodo infatti il reparto subì pesanti perdite, anche se al 20 settembre aveva ancora in organico 27 M.C.202. Alla fine di ottobre gli ultimi dieci aerei rimasti passarono al 3º Stormo e il Nono ne prelevò 28 nuovi di zecca all'Aeroporto di Martuba, quindi ritornò al fronte operando però a regime ridotto a causa del cattivo tempo e della penuria di carburante. Col passare del tempo, non essendo rimasti più velivoli in condizioni operative, il personale del 9º Gruppo venne impiegato per consegnare altri aerei alle unità operative.
Conclusosi il terzo ciclo operativo e rientrato in Italia, nel maggio 1943 arrivarono pochi Macchi M.C.205 insieme a nuovi M.C.202, quindi il reparto passò alla difesa di Roma. Alla fine di giugno i piloti del 9º Gruppo si addestrarono con 18 Messerschmitt Bf 109, ma optarono per rimanere sui, a loro giudizio, migliori M.C.205. Giunti in Sicilia nel giugno 1943, gli aviatori non riuscirono ad arginare lo strapotere degli Alleati, così le azioni difensive continuarono dai cieli della Calabria e della Puglia, dove venne colto di sorpresa dalla firma dell'armistizio di Cassibile del settembre 1943 con gli ultimi nove caccia operativi.

All'8 settembre era all'Aeroporto di Gioia del Colle con la 73ª, 96ª e 97ª Squadriglia (3 MC 205 ognuna) nel 4º Stormo Caccia Terrestre.
Tenuto unito il gruppo, questo venne armato con i Bell P-39 Q/N Airacobra di fornitura alleata nell'Aeronautica Cobelligerante Italiana, operando a fianco dei nuovi alleati appoggiando le azioni sul fronte balcanico fino al termine della guerra nell'aprile 1945.
Il gruppo al termine delle ostilità si trovava schierato sull'Aeroporto di Lecce-Galatina.
Durante il periodo bellico, il Nono annoverò un congruo numero di assi: Teresio Martinoli (73ª Squadriglia, 22 vittorie), Fernando Malvezzi, Giulio Reiner e Massimo Salvatore (97ª, 73ª e 97ª Squadriglia) con 10 vittorie, Emanuele Annoni e Giovanni Barcaro (96ª e 97ª Squadriglia) con nove, Bruno Biagini, Antonio Canfora e Vittorino Daffara (rispettivamente della 96ª e 97ª Squadriglia) con sette successi, Piero Bonfatti, Rinaldo Damiani, Alvaro Querci e Vittorio Squarcia (73ª, 97ª, 73ª e ancora 73ª) con sei vittorie, e Iacopo Frigerio, Mario Guerci ed Enrico Moretto (97ª, 73ª e 96ª Squadriglia) con cinque.

### Nel dopoguerra
A partire dal maggio 1946 il Gruppo venne equipaggiato con i P-38 J/L Lightning, alcuni anche in versione da ricognizione fotografica, di cessione statunitense seguiti un anno più tardi dai famosi P-51/F-51 D Mustang sempre di fornitura statunitense ed il relativo spostamento definitivo sulla base di Capodichino (Napoli).
Il 1951 segna l'inizio dell'era dei velivoli a reazione con l'arrivo dei primi de Havilland DH.100 Vampire e la costituzione in seno allo Stormo della pattuglia acrobatica Cavallino Rampante, la quale raccolse successi sia in Italia che all'estero in ambito NATO.

Il consolidamento della struttura dell'Aeronautica Militare portò nel 1954 alla creazione dell'Aerobrigata ed il Nono partecipò alla costituzione del 12º Gruppo caccia cedendo la 73ª Squadriglia ed assumendo in organico la 98ª (proveniente dal disciolto 7º Gruppo Autonomo Caccia Terrestre) e la 95ª (proveniente dal disciolto 18º Gruppo caccia). Trasferitosi nel giugno del 1956 sulla base di Pratica di Mare il reparto venne dotato del famoso Canadair Sabre. Il lavoro svolto con questi eccezionali aerei portò lustro e capacità all'intero gruppo.

Il 1º giugno 1961 il 9º raggiungeva la base di Grosseto riunendosi agli altri due gruppi dell'Aerobrigata. Nella primavera 1963 cominciò l'era dell'F-104 Starfighter, iniziata con la versione G del progetto di Clarence L. "Kelly" Johnson con l'atterraggio a Grosseto del primo F-104G il 17 aprile, ai comandi del Colonnello Giorgio Bertolaso. Nel settembre 1967, sciolta l'Aerobrigata, il Gruppo diventò l'elemento principale operativo del ricostituito 4º Stormo.

Dall'estate del 1970 il IX Gruppo iniziò a ricevere i primi F-104 S, versione migliorata e potenziata nell'armamento e nelle prestazioni rispetto al precedente modello e, successivamente, nel 1987, arrivarono al i primi F104 S-ASA, un aggiornamento necessario vista l'accresciuta potenzialità degli aeroplani dell'ultima generazione e le minacce da affrontare. Non mancarono gli impegni operativi che videro spesso il reparto schierarsi in Sicilia, fino a giungere alle attività di sorveglianza dello spazio aereo nazionale partendo dagli aeroporti della Puglia per gli eventi balcanici degli anni novanta (Aeroporto di Amendola - Gioia del Colle).

### Dagli anni 2000
Il 2002 è l'anno dell'ultima versione dello spillone (il soprannome affibbiato all'F104), l'ASA-M, in dotazione al "Meraviglioso", termine coniato negli anni settanta quando tutti consideravano il reparto come gruppo d'élite dell'Aeronautica Militare.

A partire dal novembre 2003 si diede il via alla cessione degli ASA-M al 20º Gruppo che continuò il servizio di sorveglianza aerea, questo per permettere a parte del gruppo di dedicarsi alla conversione sui nuovi Eurofighter Typhoon e consentire al personale di effettuare i corsi di qualificazione sia per i piloti che per gli specialisti. Buona parte del 2004 fu dedicata a questo e con l'arrivo sulla base dei nuovi aeroplani l'addestramento venne intensificato, grazie anche all'opera dei simulatori disponibili presso la ditta. La data da ricordare è quella del 16 marzo 2004, quando si consegnò al 4º Stormo il primo velivolo biposto del nuovo sistema d'arma.

Nel 2005 l'assetto del Gruppo venne modificato e ridimensionato come deciso dalle superiori autorità: il personale specialista confluì nel neo-costituito 904° GEA (Gruppo efficienza aeromobili) che raccolse tutti gli ufficiali tecnici e gli specialisti dei gruppi e del 4° RMV (Reparto Manutenzione Velivoli) posto in posizione "quadro" il 14 giugno 2007). Nell'aprile dello stesso anno giunse sulla base il primo monoposto dell'Eurofighter Typhoon dando il via a un'ulteriore fase del programma nazionale.

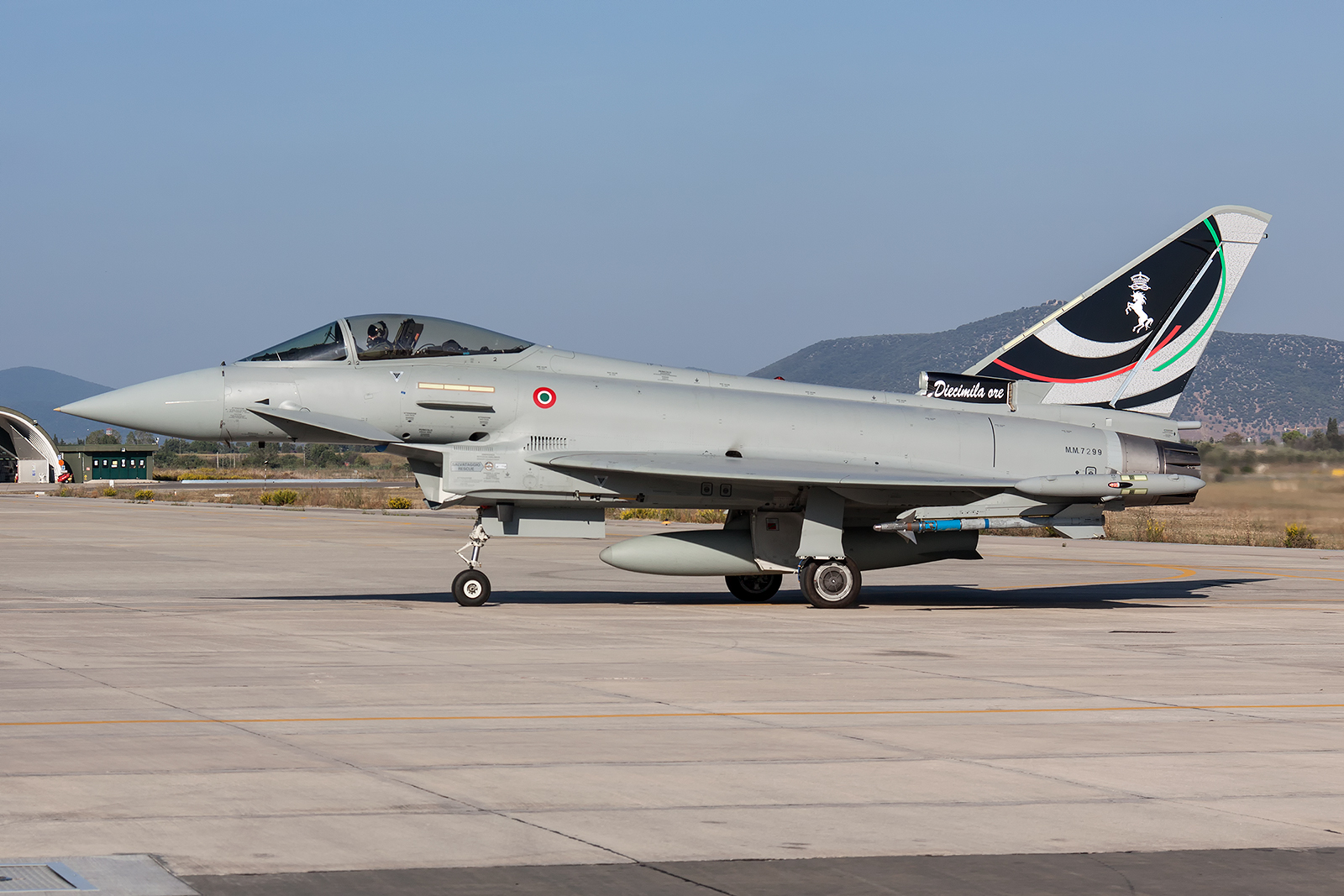
Eurofighter in livrea speciale del 4º Stormo di Grosseto.

Con l'incremento dei monoposto l'addestramento verté alla prontezza operativa in modo tale da permettere al gruppo di essere nuovamente pronto al combattimento ed essere preparato nuovamente al servizio di sorveglianza dello spazio aereo nazionale, difatti il 16 dicembre del 2005 venne raggiunto l'importantissimo traguardo di riprendere il servizio d'allarme, primo in assoluto in confronto agli altri paesi europei che adottarono l'aereo. Da allora il Nono partecipa a vari eventi nazionali ed internazionali ed importanti esercitazioni, come Jupiter 2006, l'ombrello aereo protettivo realizzato in occasione dei XX Giochi olimpici invernali disputati a Torino.
Il 12 marzo 2007 ebbe luogo la prima intercettazione reale di un velivolo non identificato da parte di una coppia di velivoli EF-2000 del IX Gruppo, un Airbus diretto verso il continente africano sprovvisto delle necessarie autorizzazioni al sorvolo dello spazio aereo italiano: intercettato sui cieli della Sicilia, venne scortato fuori dallo spazio aereo nazionale. Il mese di settembre 2008 vide la partecipazione di una parte del Gruppo alla Anatolian Eagle 2008 tenutasi in Turchia. Altri eventi di risonanza mondiale sono la partecipazione al sistema difensivo e sorveglianza aerea effettuato in occasione del G8 dell'Aquila ai primi di luglio 2009 e l'intervento militare in Libia del 2011.